# Theodor Olsson (fotbollstränare)

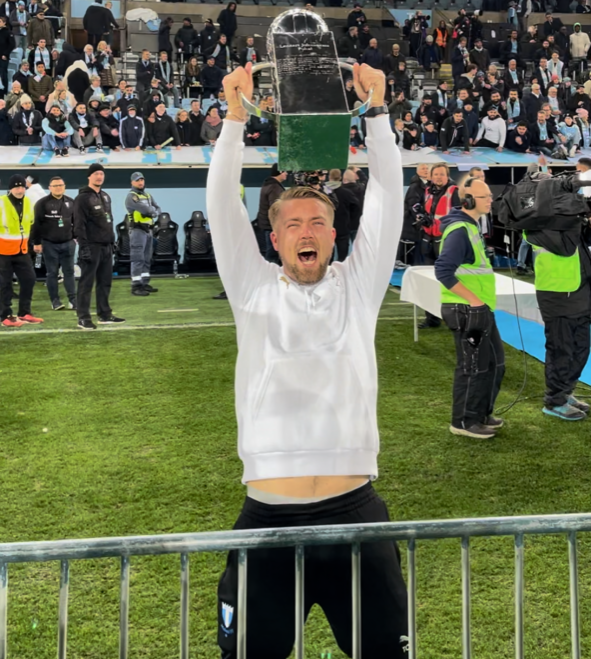
Theodor Olsson med Lennart Johanssons pokal på Eleda stadion efter SM-guldet 2023.

Theodor Mats Ragnar Olsson, "Theo", född den 20 september 1996 i Uppsala, är en svensk fotbollstränare sedan 2023 i Malmö FF.

## Biografi och karriär
Theodor Olsson är född i Uppsala och uppväxt i Gävle där han inledde sin fotbollskarriär som spelare och sedan tränare. Efter att ha avslutat sin spelarkarriär började Olsson sin tränarbana i Gefle IF:s ungdomsakademi, där han bland annat verkade som akademichef och tränare för ungdomslagen. 
Inför säsongen 2018 anslöt han till IK Sirius i Uppsala och började arbeta inom klubbens akademi. Under 2020 befordrades han till assisterande tränare för A-laget, en roll han innehade fram till november 2022. I Allsvenskans sista omgång 2022 klev Olsson in som huvudtränare i matchen mot Varberg BoIS, med sina 26 fyllda år anses han vara den yngsta någonsin att ha lett ett lag i en Allsvensk match i ligans historia.  
I november 2022 meddelades det att Olsson skulle lämna Sirius för att ansluta till Malmö FF som assisterande tränare från och med den 1 januari 2023. Han återförenades därmed med huvudtränaren Henrik Rydström, som han tidigare arbetat med i IK Sirius. Rydström och Olsson tog laget från en sjundeplats från föregående säsong till att direkt vinna ett SM guld 2023. Något de återupprepade säsongen därpå samt att laget vann Svenska cupen. 